# ケレスティヌス4世 (ローマ教皇)
ケレスティヌス4世（Caelestinus IV, ? - 1241年11月10日）は、ローマ教皇（在位：1241年）。本名はゴフレド・ダ・カスティリオーネ（Goffredo da Castiglione）。
前教皇グレゴリウス9世と神聖ローマ皇帝兼シチリア王フリードリヒ2世の対立の果てに皇帝軍がローマを包囲、8月22日にグレゴリウス9世が死去した。コンクラーヴェが開かれて、10月25日にゴフレドが教皇ケレスティヌス4世に選出されたが、既に病気に侵されており、16日後の11月10日に死去した。2年の空位期間を経て、インノケンティウス4世が選出された。